# ДФ-41
ДФ-41 (абревиатура от Дунфън-41, Dongfeng-41 буквално „Източен вятър“ от китайски език) е вид твърдогоривна междуконтинентална балистична ракета (МКБР), която се разработва от Китай..
Изчисленият ѝ обсег възлиза на над 15 000 km и ще може да покрива почти всяка точка от планетата. Проекта стартира през 80-те година на 20 век и сега донякъде е съвместно разработван с JL-2. Според някои програмата е изоставена още след края на Студената война и промяната на политическата ситуация.